# مصطفى خليفة العواملة
مصطفى صالح خليفة العواملة (مواليد السلط عام 1911) من أبرز السياسيين على الساحة الأردنية في عقد الخمسينيات وبدايات عقد الستينيات وهو أول وزير صحة في عهد الملك الراحل الحسين بن طلال ورئيس مجلسي النواب الأردني الخامس والسادس (حيث تم الغاء المعاهدة البريطانية الأردنية في المجلس النيابي الخامس) وهو عضو مجلس الاعيان الأردني السادس والسابع.

## تعليمه
- حصل على شهادة الثانوية من مدرسة السلط الثانوية عام 1930م
- حصل على شهادة الطب العام من جامعة ليون في فرنسا عام 1939م
- تخصص في طب العيون والانف والاذن والحنجرة من جامعة ليون في فرنسا.[3]

## حياته
متزوج من السيدة وداد حسن صفر شوماف ذات الاصول الشركسية وأنجب كل من هاني وسمير (سفيرين) وعالية

## الحقائب الوزارية
- وزير الصحة والشؤون الاجتماعية - حكومة فوزي الملقي (1953)
- وزير الصحة - حكومة فوزي الملقي (تعديل وزاري 1953)
- وزير الصحة - حكومة توفيق أبو الهدى (1954)
- وزير الصحة والشؤون الاجتماعية - حكومة سمير الرفاعي (1956)
- نائب رئيس الوزراء ووزير الصحة - حكومة وصفي التل (1966) - حيث وافته المنية قبل توليه منصبه بيوم واحد

## خبراته العملية
- رئيس مجلس النواب الأردني الخامس
- رئيس مجلس النواب الأردني السادس
- عضو مجلس الاعيان الأردني السادس
- عضو مجلس الاعيان الأردني السابع
- أول نقيب للاطباء في الأردن
- طبيب العيون الخاص لسمو الأمير عبد الله بن الحسين
- عضو في هيئة النيابة على العرش
- نائب رئيس مجلس أمناء الجامعة الأردنية (من مؤسسي الجامعة الأردنية)
- مؤسس ورئيس الهلال الاحمر الأردني

## الاوسمة
- وسام الاستقلال من الدرجة الأولى
- وسام النهضة من الدرجة الأولى
- وسام الكوكب من الدرجة الأولى
- وسام جوقة الشرف الفرنسي

## وفاته
توفي الدكتور مصطفى بتاريخ 22/12/1966 اثر نوبة قلبية وهو على وشك تأدية القسم نائباً لرئيس الوزراء في مبنى الرئاسة عن عمر يناهز الـ (54) عاماً، وأمر جلالة الملك الحسين بن طلال دفنه بالمقابر الملكية.